# 오각형
기하학에서 오각형(五角形, pentagon)은 변이 다섯 개인 도형이다. 내각의 합은 540°이므로 정오각형의 한 각의 크기는 108˚이다. 따라서 한 꼭짓점에 각각 3개가 모여야 내각의 합이 324°이므로 입체도형이 되며, 이는 [siu]]가 해당된다. 대신, 2차원 공간을 가득 채울 수 없다(즉 다시 말해서 테셀레이션이 불가능하다). 왜냐하면 정오각형의 한 내각의 크기인 108이 360의 약수가 아니기 때문이다. 정오각형의 대각선을 모두 이으면 정오각성이 된다.

## 정오각형

### 넓이와 길이
한 변의 길이가 {\displaystyle a}인 정오각형의 넓이는
{\displaystyle A={\frac {5a^{2}}{4}}\cot {\frac {\pi }{5}}={\frac {\sqrt {25+10{\sqrt {5}}}}{4}}a^{2}\approx 1.72048a^{2}}
이다.

한 변의 길이가 {\displaystyle a}인 정오각형의 대각선의 길이는
{\displaystyle D={\frac {1+{\sqrt {5}}}{2}}a\approx 1.61803a=\phi a}
이다.

또한 한 변의 길이가 {\displaystyle a}인 정오각형의 높이는
{\displaystyle H={\frac {\sqrt {5+2{\sqrt {5}}}}{2}}a\approx 1.53884a}
이다.

### 작도
정오각형은 작도가 가능한 도형이다.

정오각형 작도

1. (초록색) 점 O를 중심으로 하는 원을 그린다.
2. 원 O 위의 점 A를 골라 직선 OA를 그린다.
3. 점 O를 지나면서 직선 OA와 수직인 직선을 그린다. 이 직선이 원 O와 만나는 두 점 중 한 점을 점 B라고 한다.
4. 선분 OB의 중점을 C라고 한다.
5. (빨간색) 점 C를 중심으로 하면서 점 A를 지나가는 원을 그린다. 원 C가 직선 OB와 만나는 두 점 중 원 O 안에 있는 점을 점 D라고 한다.
6. (파란색) 점 A를 중심으로 하면서 점 D를 지나가는 원을 그린다. 원 A가 원 O와 만나는 두 점을 각각 점 E와 점 F라고 한다.
7. 점 E를 중심으로 하면서 점 A를 지나가는 원을 그린다. 원 E가 원 O와 만나는 곳을 점 G라고 한다.
8. 점 F를 중심으로 하면서 점 A를 지나가는 원을 그린다. 원 F가 원 O와 만나는 곳을 점 H라고 한다.
9. (검은색) 오각형 AEGHF를 그린다.

## 같이 보기
- 십이면체
- 황금비
- 오각수
- 오각별